# Разгурі
Разгурі (словен. Razguri) — поселення в общині Сежана, Регіон Обално-крашка, Словенія. Висота над рівнем моря: 501,2 м.